# 自由廣場 (布達佩斯)

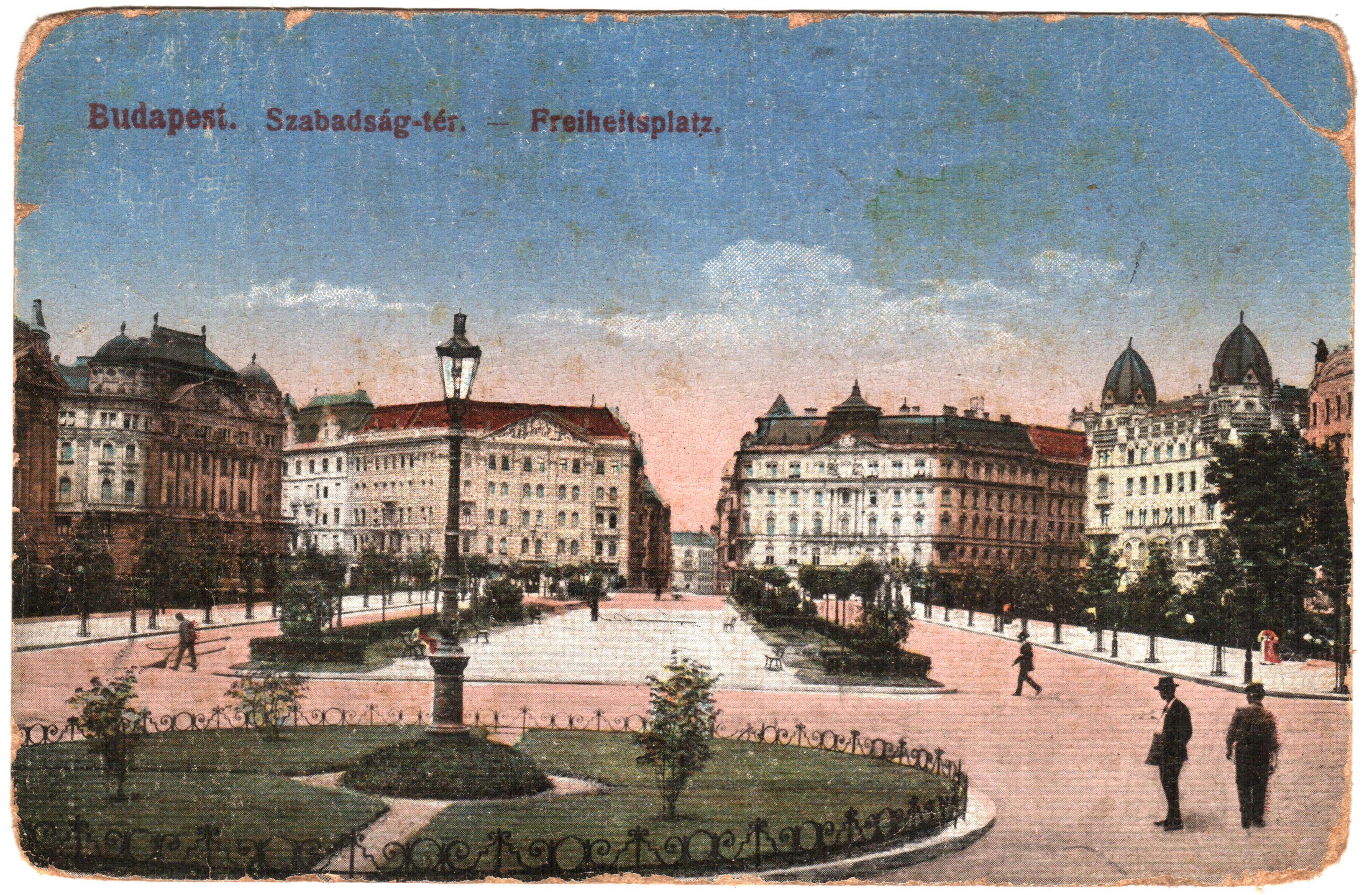
自由廣場

自由廣場 (匈牙利語：Szabadság tér)是位於匈牙利首都布達佩斯的一個廣場。美國駐匈牙利大使館和匈牙利國家銀行位於此處。